# خوردن غذای سگ خود

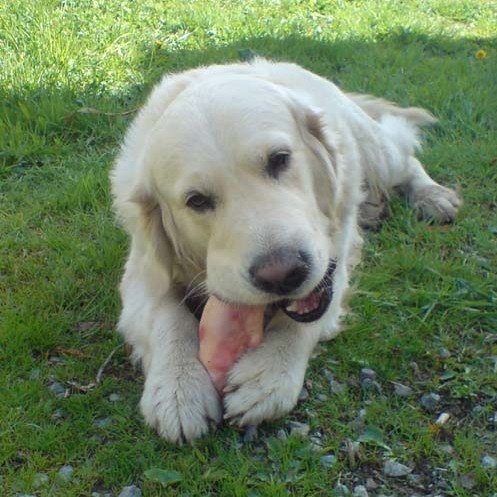
سگ، در حال غذا خوردن!

خوردن غذای سگ خود یا «داگ فود» عمل استفاده از محصولات یا خدمات خود است. این می‌تواند راهی برای سازمان باشد تا محصولات خود را در دنیای واقعی با استفاده از تکنیک‌های مدیریت محصول آزمایش کند. از این رو داگ فود می‌تواند به عنوان کنترل کیفیت و در نهایت نوعی تبلیغات گواهی عمل کند. هنگامی که آزمایش آزمایشی وارد بازار شد، می‌تواند اعتماد توسعه‌دهندگان را به محصولات خود نشان دهد.